# Habroscopa dictyosema
Habroscopa dictyosema är en fjärilsart som beskrevs av Turner 1946. Habroscopa dictyosema ingår i släktet Habroscopa och familjen praktmalar, Oecophoridae. Inga underarter finns listade i Catalogue of Life.